# Out of This World (chanson)
Pour les articles homonymes, voir Out of This World.
Singles de The Cure
Wrong Number
(1997) Maybe Someday
(2000)
Pistes de Bloodflowers
Watching Me Fall
Out of This World est une chanson du groupe britannique The Cure figurant sur l'album Bloodflowers.
Elle a fait l'objet d'un single promotionnel envoyé exclusivement aux médias le 1er février 2000.
Le single comporte une version du titre identique à celle de l'album et une autre plus courte (Radio Edit).
Un remix inédit réalisé par Paul Oakenfold apparaît dans le coffret Join the Dots sorti en 2004.
Dans les pages de ce coffret, Robert Smith parle de Out of This World comme l'une des meilleures chansons qu'il a écrite. 

## Liste des titres
1. Out of This World (Radio Edit) - 4:44
2. Out of This World (Album Version) - 6:43